# Tapiena chelicerca
Tapiena chelicerca är en insektsart som beskrevs av Heinrich Hugo Karny 1931. Tapiena chelicerca ingår i släktet Tapiena och familjen vårtbitare. Inga underarter finns listade i Catalogue of Life.